# Villaresia paniculata
Villaresia paniculata es un árbol o arbusto de follaje persistente originario de Uruguay y el nordeste de Argentina, utilizado como ornamental, conocido como naranjillo o congonha.

## Descripción
Como descripto en la Enciclopedia Argentina de Agricultura y Jardinería: "Árbol o arbusto de hojas persistentes, alternas, de 8-12 cm de largo, coriáceas, enteras, glabras, elípticas. Flores pequeñas, dispuestas en panojas más cortas que las hojas y fruto una drupa oval, negra, hasta de 1,5 cm de largo".

## Distribución
"Uruguay y nordeste de Argentina".

## Usos
En su región de origen se la cultiva como ornamental.
"Las especies de Villaresia se han usado para falsificar la yerba mate, mezclándolas con las hojas de ésta".

## Taxonomía
La Enciclopedia Argentina de Agricultura y Jardinería indica los autores:
- Villaresia paniculata (Mart.) Miers.

Sinonimia:
- Leonia paniculata Mart.
- Citronella paniculata (Mart.) Howard